# Гханта

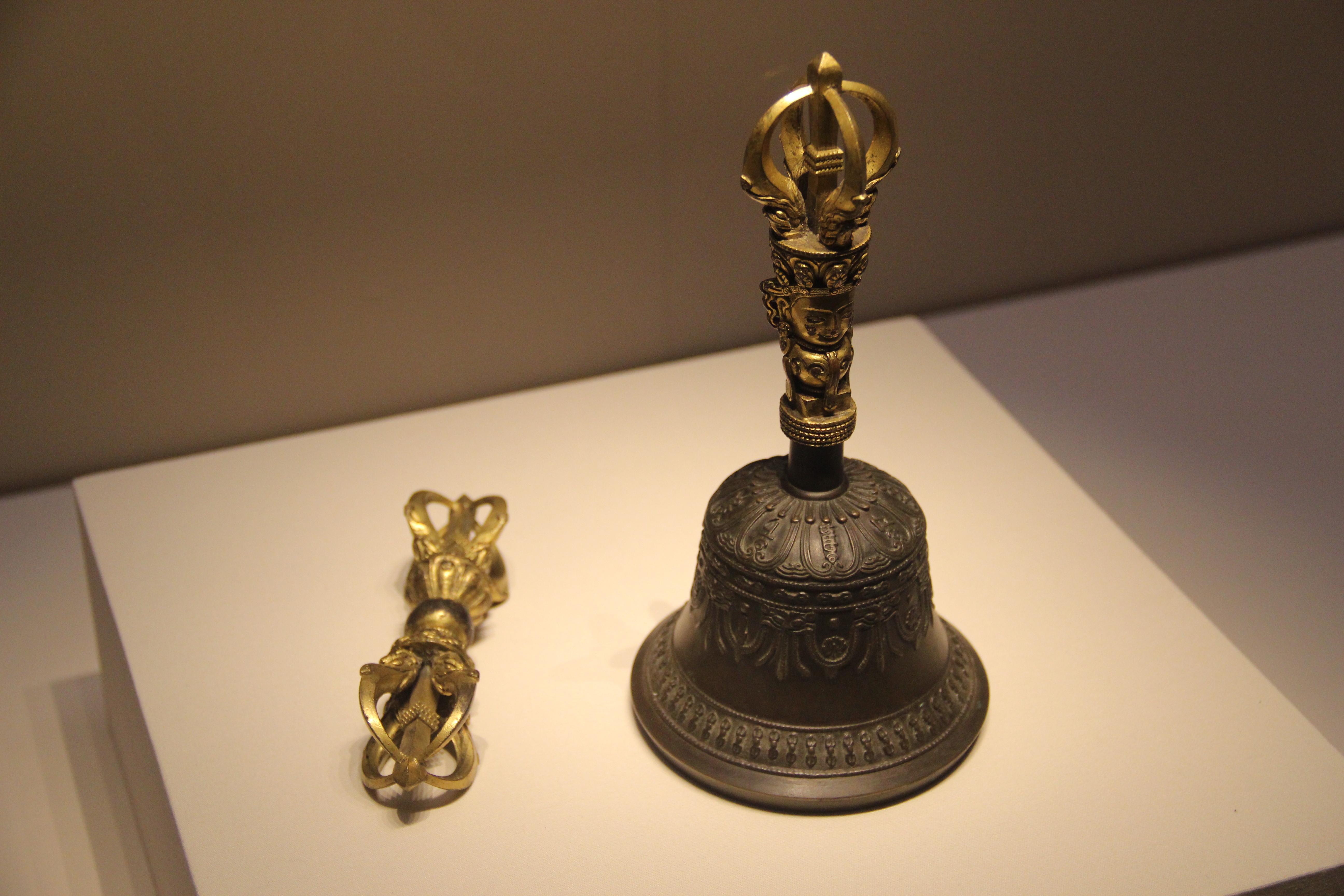
Гханта (справа) и ваджра

Гханта (санскр. घण्टा, тиб. dril bu) — ручной колокольчик, используемый в индуистских и буддистских религиозных практиках. Является вспомогательным предметом, используемым при выполнении практик, связанных с энергиями. Может использоваться как непосредственно для извлечения звука, так и в качестве ритуального предмета.

## Описание
Представляет собой колокольчик, состоящий из двух частей: куполообразного корпуса и рукояти в форме полуваджры. Обычно отливается из сложного состава на основе бронзы, при этом используются формы из мелкого уплотнённого песка с добавлением коричневого сахара или сока редиса в качестве загустителя. В верхней части колокольчика гравируется узор из лотосового круга с лепестками и слогами; сами слоги могут отличаться в зависимости от целей, для которых колокольчик изготавливается.
Рукоять колокольчика отливается из бронзы отдельно от корпуса, после изготовления может быть покрыта позолотой. Прикрепляется к корпусу колокольчика смолой, а с внутренней стороны отливки подвешивается металлический язычок.
Звук может извлекаться двумя способами:
- традиционно, путём совершения колебательных движений;
- круговыми движениями деревянной палочки по нижнему ободу колокольчика. Таким образом получается более глухой, но более глубокий звук.

Верхняя часть гханты украшается узором в виде 16 или 32 ваджр, расположенных горизонтально. В средней части отчеканены эмблемы восьми бодхисаттв: колесо, лотос, драгоценность, колесо, лотос, ваджра, меч и лотос. Ниже расположена гладкая поверхность, означающая землю. Основание колокольчика также украшено узором из ваджр, но теперь они расположены вертикально, а их количество составляет 32 или 64.